# كي آي
كي آي (بالإنجليزية: Ki i)‏ الرب الخالق الهاواوي /البولينيزي أو أول إنسان مخلوق.